# Мъгленска гробищна църква
Мъгленската гробищна църква (на гръцки: Κοιμητηριακός ναός Μογλενών) е археологически обект в средновековния македонски град Мъглен, Гърция.

## Описание
Останките от църквата са открити непосредствено югозападно отвън стените на крепостта. Представлява гробищен храм. В архитектурно отношение е с вид на свободен кръст с полукръгла апсида на изток. В интериора има следи от стенописи. Освен цистовия гроб във вътрешността, отвън са разкрити още 53 гроба, от които 13 детски.
В 1980 година Мъгленската крепост е обявена за защитен археологически обект.